# محمود جهان
محمود پولادی مشهور به محمود جهان (زادهٔ ۱ اردیبهشت ۱۳۳۰ – درگذشتهٔ ۸ مرداد ۱۳۹۶) خوانندهٔ موسیقی محلی و بندری جنوب ایران بود.

## زندگی هنری
محمود جهان در سال ۱۳۳۰ در محله احمدآباد آبادان متولد شد. پدر وی اهل تنگستان بوشهر و شروه خوان بوده‌است. خانواده جهان از جمله خانواده‌های هنرمند و مداح بودند. محمود جهان کارمند بازنشسته شرکت نفت بود. وی به همراه ۵ فرزندش در تهران زندگی می‌کرد. تنها پسر او «امید جهان»، از خوانندگان موسیقی پاپ و موسیقی محلی است. محمود جهان در سال ۱۳۵۵ توسط «بهمن خوش خلق» به همراه «یداله رضازاده» به تهران آمد و برای اولین بار با هدف تهیه آلبوم و با هزینه وی در استودیو چهار اثر ارکستری ضبط کرد.
وی در بحبوحه اول انقلاب اسلامی ایران آواز مشهور «یا الله یا خدا» را در حضور سید روح‌الله خمینی اجرا کرده بود و نماد بزرگی و همدلی و اتحاد مردان تنگستانی را به نمایش گذاشت که موجب شهرت بیشتر وی شده بود.
وی در اواخر عمر خود با گروه روناک نیز همکاری داشت.محمود جهان علاوه بر خوانندگی در سه فیلم شارلاتان،زنها فرشته اند و شانس عشق تصادف نقشی کوتاه داشته است.

## آلبوم‌ها
محمود جهان از سال ۱۳۶۶ تا پایان عمر، ۳۲ کاست و آلبوم موسیقی منتشر کرد که از آن جمله به موارد زیر می‌توان اشاره نمود:
- آلبوم موسیقی «هله دان»
- آلبوم موسیقی «یاد کارون»
- آلبوم موسیقی «پریای دریا»
- آلبوم موسیقی «ای والله»
- آلبوم موسیقی «فانوس بندر»
- آلبوم موسیقی «خلیج فارس»
- آلبوم موسیقی «داغت نبینم۱»
- آلبوم موسیقی «داغت نبینم۲»
- آلبوم موسیقی «بندرگاه عشق»
- آلبوم موسیقی «مبارکه»
- آلبوم موسیقی «سبزه قبا»
- آلبوم موسیقی «ستاره جنوب»
- آلبوم موسیقی «صبح ساحل»
- آلبوم موسیقی «پری دریا»
- آلبوم موسیقی «سی مو سی تو»

## درگذشت
محمود جهان در ۸ مرداد ۱۳۹۶ برای اجرای کنسرت به ماهشهر رفته بود و قرار بود ۱۰ مرداد به مناسبت ولادت علی بن موسی الرضا به روی صحنه برود که پیش از اجرای کنسرت بر اثر عارضهٔ قلبی به بیمارستان منتقل شد. سرانجام وی در روز ۸ مرداد ۱۳۹۶ در بیمارستان صنایع پتروشیمی شهرستان بندر ماهشهر (واقع در شهرک بعثت) بر اثر عارضهٔ قلبی درگذشت.
مراسم تشییع پیکر محمود جهان، صبح روز چهارشنبه ۱۱ مرداد ۱۳۹۶ با حضور هنرمندان و هنردوستان در مقابل تالار وحدت تهران برگزار شد و پس از پایان مراسم در قطعه هنرمندان بهشت زهرا به خاک سپرده شد.